# 皮奥伊堡
皮奥伊堡（葡萄牙語：Castelo do Piauí）是巴西皮奥伊州的一个市镇。总面积2063.96平方公里，总人口18518人，人口密度9人/平方公里。